# Extracció de característiques
En reconeixement de patrons i en processament d'imatge, l'extracció de característiques és un mètode que pretén extreure la informació útil (característiques) i eliminar la informació redundant perquè després es pugui realitzar un procés de classificació.

## General
L'extracció de característiques permetrà treballar sobre el problema de reconeixement de patrons utilitzant una quantitat de recursos computacionals molt menor que si haguéssim d'analitzar totes les dades; tot i que això no ha de reduir la precisió del nostre mètode. Per a fer una bona extracció de característiques s'ha d'aconseguir eliminar la informació redundant o irrellevant, reduir la dimensionalitat del problema i maximitzar els aspectes més representatius de les dades perquè després es pugui realitzar una eficaç selecció de característiques i una posterior classificació. Per a aconseguir això, un expert construirà una aplicació que tracti d'extreure les característiques d'un tipus específic de dades i les guardarà dins d'un vector de característiques. Si no es pot comptar amb aquest expert perquè desenvolupi l'algoritme, normalment s'utilitzen tècniques de reducció de dimensionalitat.
Hi ha dos tipus de característiques:
- Les elementals: Estan explícitament presents en les dades adquirides i poden ser passades directament a l'etapa de classificació.
- Les d'alt ordre: Són derivades de les elementals i són generades per manipulacions i/o transformacions en les dades.

## Processament de text
Per a processar text habitualment es fa un histograma de la freqüència d'aparició de paraules de manera que després puguem saber quines són les paraules claus que més apareixen en el text fent una selecció de característiques. Per a saber quines són aquestes paraules claus es fa una operació de TF-IDF (Term Frequency-Inverse Document Frequency). Una aplicació típica de tot aquest procediment és el núvol de paraules, que permet destacar les diferents importàncies de termes dins d'una cerca segons la grandària amb què apareixen les paraules.

## Processament d'àudio
Per a processar àudio habitualment es fa un espectrograma per a conèixer el contingut freqüencial del senyal de manera que puguem identificar sons o paraules. Per a saber quines són aquestes freqüències claus es fa una operació de MFC (Mel-frequency cepstrum). Els coeficients obtinguts amb aquest procés es poden utilitzar per exemple, com a característiques per a reconeixement de veu o per a classificar estils musicals.

## Processament d'imatge
En processament d'imatge es busquen algoritmes que permetin detectar punts d'interès que permetin distingir objectes o entorns representats a la imatge. Hi ha múltiples maneres de detectar aquests punts d'interès, com per exemple trobant contorns, zones homogènies, canvis d'intensitat, canvis de brillantor, canvis de color, etc.
També existeixen múltiples operacions per detectar aquestes zones, com per exemple el sistema DoG (Difference of Gaussians), que tracta de detectar contorns a partir de buscar segones derivades Gaussianes, o el operador Hessian-Laplace, un operador que combina Laplacians amb determinants Hessians i que és capaç d'analitzar textures o reconèixer objectes.

## Software per a l'extracció de característiques
Hi ha molts software d'anàlisi de dades, com MATLAB o Scilab, que permeten fer l'extracció de característiques o la reducció de dimensió mitjançant tècniques simples utilitzant llibreries específiques que contenen funcions ja creades per a solucionar aquests problemes.